# 날씨 (애플)
날씨(Weather)는 애플이 1세대 아이폰과 아이폰 OS 1의 출시를 기점으로 2007년부터 iOS용으로 개발한 일기예보 모바일 앱이다. 사용자는 컨디션, 예보, 기온, 그 밖의 장치의 현재 위치와 다른 도시들의 관련 메트릭스를 볼 수 있다. 날씨는 watchOS에서도 사용할 수 있으나 기능상 제약이 있다. iPadOS 16와 macOS 벤투라 이전까지 날씨는 iPadOS와 macOS 장치의 위젯으로만 존재했고 기능이 제약되었다.